# Тапен (Северна Дакота)
Тапен (енгл. Tappen) град је у америчкој савезној држави Северна Дакота.

## Демографија
По попису из 2010. године број становника је 197, што је 13 (-6,2%) становника мање него 2000. године.
| Група             | 2000.       | 2010.       |
| Белци             | 208 (99,0%) | 191 (97,0%) |
| Афроамериканци    | 1 (0,5%)    | 1 (0,5%)    |
| Азијати           | 0 (0,0%)    | 0 (0,0%)    |
| Хиспаноамериканци | 1 (0,5%)    | 5 (2,5%)    |
| Укупно            | 210         | 197         |